# Кегарчи
Кегарчи (вариант Кагерчи, Кигарчи) — упразднённое село в Лакском районе Дагестана. На момент упразднения входило в состав Палисминского сельсовета. В 1944 году все население села переселено в село Новолакское Новолакского района.

## Географическое положение
Село располагалось в 10 км к северо-западу от районного центра — села Кумух на правом берегу реки Чавернех.

## История
До вхождения Дагестана в состав Российской империи селение входило в состав Казикумухского ханства. Затем в составе Палисминского сельского общества Мугарского наибства Казикумухского округа Дагестанской области. В 1895 году селение состояло из 21 хозяйств. По данным на 1926 год село состояло из 22 хозяйств. В административном отношении входило в состав Палисминского сельсовета Лакского района.
В 1944 году, после депортации чеченского населения с Северного Кавказа, все население села (23 хозяйства) были переселены на в село Банай-аул (ныне Новолакское) бывшего Ауховского района.
Постановлениями ПВС ДАССР от 10.03.1945 года и 08.02.1947 года с. Кичарги ликвидировано в связи с переселением жителей.

## Население
| Год       | 1895 | 1908 | 1926 | 1939 | 1944 |
| --------- | ---- | ---- | ---- | ---- | ---- |
| Население | 109  | 108  | 76   | 82   | 56   |

По переписи 1926 года в селе проживало 76 человек (21 мужчина и 55 женщин), из которых: лакцы — 100 %. Кроме того числилось 13 отходников.